# Aderscher Fernsprecher
Der Adersche Fernsprecher ist ein von Clément Ader weiterentwickeltes elektroakustisches Telefon.

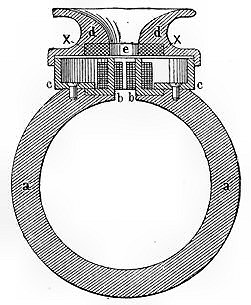
Aderscher Fernsprecher (Querschnitt)

## Funktionsweise
In dem Aderschen Fernsprecher dient der ringförmige Hufeisenmagnet aa gleichzeitig als Handgriff, und nur die Polansätze bb mit den Induktionsspulen sind in dem Gehäuse cc eingeschlossen, welches mit der Membran e bedeckt und durch das aufgeschraubte Mundstück dd verschlossen wird.
Der weiche Eisenring x ist der Membran auf der äußeren Seite gegenübergestellt und soll die anziehende Kraft des Magnets verstärken. Da indessen der letztere auch in dem weichen Eisenring Magnetismus induziert, wird die stärkere Anziehung der Membran nach der einen Seite durch die Gegenkraft auf der anderen Seite aufgehoben.
Dieser Umstand, welcher der Membran eine größere Beweglichkeit verschafft, trägt wahrscheinlich viel zu der mit dem Aderschen Apparat erzielten großen Deutlichkeit der Übermittlung bei.
Mit Hilfe des Aderschen Fernsprechers gelang 1881 die stereofone Übertragung von Musik über eine Distanz von zwei Kilometern.